# Sergio de la Torre
Sergio de la Torre (Tijuana, Baja California, 1972) es un fotógrafo, cineasta y comisario artístico mexicano que imparte fotografía en la Universidad de San Francisco. Es cofundador del grupo Los Tricksters, especializados en performances y actividades artísticas callejeras, así como de gestionar diferentes actividades académicas, gallerías y festivales.

## Obra
En el año 2005 fundó en Tijuana un espacio de residencias artísticas Lui Velásquez, que invita a artistas a estancias cortas enfocadas a integrar perspectivas críticas en las prácticas artísticas multidisciplinares

## Cine Documental
- Maquilapolis, proyecto de cine documental, gira en torno a la vida de dos trabajadoras de la maquila de Tijuana.[3][4]
- Los que se van, dirigido por Adolfo Davila.
- Garden of Eden, diririgida por María Novaro (director artístico).